# Salomone Morpurgo
Salomone Morpurgo (Trieste, 17 novembre 1860 – Firenze, 8 febbraio 1942) è stato un bibliotecario e filologo italiano.

## Biografia
Partecipò giovanissimo al moto irredentista triestino, e patì per questo nel 1878 il carcere.
Trasferitosi a Roma, dove ebbe come maestro Ernesto Monaci, si laureò nel 1881.
Fondò e diresse nel 1884 unitamente ad Albino Zenatti ed a Tommaso Casini la Rivista critica della  letteratura italiana.
Nell'aprile 1885 Ferdinando Martini gli "consentì di iniziare il suo iter di bibliotecario, facendolo assumere come addetto alla Biblioteca Nazionale Centrale di Firenze".
Dopo un periodo passato all'insegnamento ed alla biblioteca Riccardiana di Firenze, dal marzo 1898 passò a dirigere la biblioteca Marciana di Venezia.
Dal 1905, per la scomparsa di Desiderio Chilovi, Morpurgo fu chiamato al ruolo di direttore della Biblioteca Nazionale Centrale di Firenze.
Osteggiato negli anni del regime fascista a causa della sua appartenenza alla religione ebraica, visse gli ultimi anni della sua vita in amaro isolamento.
L'attività bibliotecaria non gli impedì di pubblicare un discreto numero di importanti testi di carattere filologico.